# Ficus lancibracteata
Ficus lancibracteata är en mullbärsväxtart som beskrevs av Edred John Henry Corner. Ficus lancibracteata ingår i släktet fikonsläktet, och familjen mullbärsväxter. Inga underarter finns listade i Catalogue of Life.